# سايات نوفا (أرارات)
مدينة سايات-نوفا (بالأرمينية:Սայաթ - Նովա) (بالإنجليزية: Sayat-Nova)‏ هي إحدى المدن التابعة لمقاطعة أرارات في أرمينيا. يقدر عدد سكانها بـ 2198 نسمة حسب الإحصاء الذي جرى عام 2011.